# Алойот, Омар
Омар Алойот (21 марта 1921, Акмолинская область — 15 декабря 1948, Кобло, Дрогобычская область) — боец УПА, младший сержант, известен под псевдонимом «Коля».

## Биография
Родился в Есильском районе на территории современного Казахстана, по национальности — казах, пережил голод. После начала Великой Отечественной войны был мобилизован в состав РККА. В 1944 году дезертировал и присоединился к УПА на территории Лемковщины (теперь Польша).
С 1944 года служил стрелком сотни командира «Весёлого», в следующем году стал бойцом тактического отделения УПА «Лемко» на Закерзонье, затем — в сотне «Ударник 5» под командованием майора Степана Стебельского, у которого был некоторое время личным телохранителем. Именно майор Стебельский сохранил подробные данные о выходце из Казахстана:
«Коля» — по национальности казах. Уже в сотне командира «Весёлого» отличается отвагой и осознанностью в бою. … На каждом шагу призывает воевать за «отдельна Украина», так как «Коля» воевал за «отдельна Казахстан». По сёлам ведет пропагандистские беседы с крестьянами. Был очень любим на Лемковщине населением, а теперь в Самборщине. Большевиков ненавидит до крайности…
Участвовал в рейдах УПА в Чехословакию. Командиры рекомендовали Алойота как исключительного кавалериста.
По воспоминаниям сослуживцев, сочинял песни на казахском языке об УПА. Открыто исповедовал ислам.
После операции «Висла» Омар Алойот 29 июня 1947 года с боями перешёл на территорию УССР. Передан в распоряжение так называемой «Лемковской сотни» командира Стаха. Выжил после двух тяжёлых боёв у с. Ластовка (Львовская область) 11 августа и с. Недельная — тогда погибли 20 стрелков УПА. Это ускорило плановую демобилизацию сотни Стаха (10 сентября) и переход Омара Алойота в подпольную сеть ОУН.
Проводил пропагандистскую работу на территории Старосамборского района. 4 ноября 1948 года вступил в бой с диверсионной группой 91-го полка внутренних войск МГБ СССР. Погиб в перестрелке вместе с членом ОУН Иваном Нагеном. Место захоронения неизвестно.